# Idaten Jump
Idaten Jump (IDATEN翔, Idaten Janpu) est une série de manga écrit et dessiné par Toshihiro Fujiwara. Elle est prépubliée dans le magazine Comic BonBon entre 2005 et 2006, et est compilée en un total de cinq tomes. 
Le manga raconte l'histoire d'un garçon nommé Sho Yamato qui aime le vélo tout terrain. Il a fait l'objet d'une adaptation en une série télévisée d'animation de 52 épisodes par le studio Production I.G sous le titre Idaten Jump (韋駄天翔, Idaten Janpu).

## Synopsis
Sho Yamato est un garçon qui aime le VTT (abréviation de "VTT"). Il a toujours pratiqué à la X-Zone (un endroit que son père Takeshi a fait pour le VTT) avec ses amis Kakeru et Makoto alors qu'il roulait sur un vélo que son père avait construit et qui s'appelait Flame Kaiser. Un jour, il a été mis au défi par une équipe de VTT appelée Team Shark Tooth et celui qui a remporté la course recevra la X-Zone. Pour Sho, la zone X avait toujours été un lieu de souvenirs heureux. Il y avait passé plusieurs jours avec son père qui avait disparu, alors il ne pouvait pas perdre la partie. Pendant la course avec le chef de l'équipe Shark Tooth, Gabu Samejima, de la fumée noire a soudainement recouvert le sol autour d'eux et ils ont été envoyés dans un autre monde appelé Zone X.
Lorsque Sho s'est réveillé, il a trouvé Kakeru, Makoto et son VTT Flame Kaiser étaient également présents. Bien sûr, ils ne savaient pas où ils étaient. Alors qu'ils se demandaient ce qui s'était passé, les coureurs de VTT sont venus. Ils ont défié Sho à une bataille d'Idaten, une forme de course de VTT dans la zone X. Ils ont dit que la seule façon pour Sho de revenir est de collecter dix emblèmes en or en remportant des batailles Idaten avec leurs emblèmes tout en se dirigeant vers X-City, qui est l'épicentre de la X-Zone. C'est ainsi que Sho est venu concourir à Idaten Battles sur différents parcours tels que des villes fantômes, des volcans, des ruines anciennes, des déserts et des montagnes enneigées. Maintenant, Sho doit Idaten Battle pour rentrer chez lui.
Avant le début de la bataille d'Idaten, les coureurs de VTT vont mettre leurs casques de vélo en citant « Ready, set, and go ». Lorsque leurs casques de vélo sont allumés, un complet de vélo de montagne apparaît dessus pendant les batailles d’Imaten.
Le groupe de Sho décide de se rendre à X-City, la principale ville de X-Zone, pour qu'ils puissent obtenir l'emblème en or et pouvoir rentrer chez eux. Ils affrontent également Team Shark Tooth et leurs différents alliés, même quand il arrive à X-City où Gabu Samejima est leur dictateur. Après être entrés dans X-city, ils ont vaincu Gabu, la fumée noire les ramène sur terre. Mais le frère de Makoto reste là. Ils constatent que seulement une demi-journée a ensuite rester 3 mois dans X-Zone.
Après être rentré chez lui, Sho est retourné à X-Zone pour retrouver son père Takeshi perdu alors qu'il affrontait la mystérieuse équipe X.

## Anime
Une série animée fait 52 épisodes d'une durée de 20 minutes.